# Karol Iwański
Karol Iwański – przewodniczący Miejskiej Rady Narodowej w Olsztynie w latach 1969–1971, członek Polskiej Zjednoczonej Partii Robotniczej.
Urząd przewodniczącego MRN pełnił od 10 czerwca 1969 do 28 października 1971. Za jego kadencji postawiono m.in. maszt radiowo-telewizyjny na Pieczewie. Zlikwidowano też wówczas ostatnią linię trolejbusową w mieście.